# Commissario europeo per la politica regionale
Il commissario europeo per la politica regionale è un membro della Commissione europea. L'attuale commissario è l'italiano Raffaele Fitto.

## Competenze
Questo incarico comprende il controllo della politica regionale dell'Unione europea, che punta essenzialmente a ridurre le disparità e le differenze nel livello di ricchezza e di sviluppo economico delle varie zone dell'UE. L'idea sottesa è che la promozione dello sviluppo delle zone depresse porterà benefici in termini di occupazione, competitività e crescita economica che andranno a vantaggio dell'UE nel suo complesso. Gli interventi vengono realizzati a livello delle 271 regioni europee e non dei 27 stati membri perché abbiano il massimo di efficacia e possano adattarsi bene alle esigenze specifiche delle varie realtà.
La politica regionale viene realizzata principalmente attraverso i suoi strumenti finanziari, che sono il Fondo europeo di sviluppo regionale e il Fondo di coesione e che costituiscono circa un terzo del bilancio comunitario (per il periodo 2007-2013 sono stati assegnati alla politica regionale 347,410 miliardi di euro, ovvero il 35,7% del totale del bilancio europeo). Quello del commissario europeo per la politica regionale è dunque un incarico importante all'interno della Commissione.
Un primo obiettivo deI finanziamenti erogati dai Fondi è quello della convergenza tra le regioni europee; le risorse impiegate per questo scopo sono destinate alle regioni il cui PIL pro capite è inferiore al 75% della media europea. Oltre all'obiettivo della convergenza, il Fondo di sviluppo regionale persegue anche gli obiettivi del rafforzamento della competitività e dell'occupazione e del rafforzamento della cooperazione transfrontaliera. Il commissario dello sviluppo regionale si occupa della negoziazione e dell'approvazione dei progetti di sviluppo proposti dagli stati membri, stanzia i finanziamenti, ne sorveglia la gestione e i sistemi di controllo istituiti dagli stati e dalle regioni beneficiarie.
Il commissario per la politica regionale è anche responsabile del Fondo di solidarietà dell'Unione Europea, utilizzabile in caso di calamità naturali.
Al commissario per la politica regionale fa capo la Direzione Generale per la politica regionale, attualmente diretta dal tedesco Dirk Ahner.

## Il commissario attuale
L'attuale commissario è Raffaele Fitto, in carica dal 1º dicembre 2024.

## Cronologia
|    | Nome                        | Paese            | Periodo        | Commissione                                    | Incarico |
| -- | --------------------------- | ---------------- | -------------- | ---------------------------------------------- | --- |
| 1  | Hans von der Groeben        | Germania Ovest   | 1967–1970      | Commissione Rey                                | Mercato interno e Politiche regionali |
| 2  | Albert Borschette           | Lussemburgo      | 1970–1973      | Commissione Malfatti e Commissione Mansholt    | Concorrenza e Politiche regionali |
| 3  | George Thomson              | Regno Unito      | 1973–1977      | Commissione Ortoli                             | Politiche regionali |
| 4  | Antonio Giolitti            | Italia           | 1977–1985      | Commissione Jenkins e Commissione Thorn        | Politica regionale e Coordinamento dei Fondi comunitari                                                                                   |
| 5  | Grigoris Varfis             | Grecia           | 1985–1989      | Commissione Delors I                           | Relazioni con il Parlamento e Politiche regionali                                                                                         |
| 6  | Bruce Millan                | Regno Unito      | 1989–1995      | Commissione Delors II e Commissione Delors III | Politiche regionali |
| 7  | Monika Wulf-Mathies         | Germania         | 1995–1999      | Commissione Santer e Commissione Marín         | Politica regionale |
| 8  | Michel Barnier              | Francia          | 1999–2004      | Commissione Prodi                              | Politica regionale |
| 9  | Jacques Barrot Péter Balázs | Francia Ungheria | 2004           | Commissione Prodi                              | Politica regionale |
| 10 | Danuta Hübner               | Polonia          | 2004–2009      | Commissione Barroso I                          | Politica regionale |
| 11 | Paweł Samecki               | Polonia          | 2009–2010      | Commissione Barroso I                          | Politica regionale |
| 12 | Johannes Hahn               | Austria          | 2010-2014      | Commissione Barroso II                         | Politica regionale |
| 13 | Corina Crețu                | Romania          | 2014-2019      | Commissione Juncker                            | Politica regionale |
| 13 | Johannes Hahn               | Austria          | 2019           | Commissione Juncker                            | Politica regionale (ad interim da luglio 2019)                                                                                            |
| 14 | Elisa Ferreira              | Portogallo       | 2019-2024      | Commissione von der Leyen I                    | Coesione e riforme |
| 15 | Raffaele Fitto              | Italia           | 2024-in carica | Commissione von der Leyen II                   | Coesione e riforme (Vicepresidente esecutivo) Politica regionale e di Coesione, Sviluppo regionale, Città e Riforme (Commissario europeo) |